# 栗生山
栗生山（くりゅうさん）は、群馬県桐生市黒保根町にある、標高968.2mの山である。

## 概要
栗生山は、黒檜山（赤城山）・荒神山とともに、桐生市の黒保根地区を代表する3つの山の一つである。
山頂からは袈裟丸山・赤城山がよく見える。また、山の麓には栗生神社があり、地元の人々の信仰の対象となっている。登山道が敷設されているが、登山客はそれ程多くはない。

## 登山
近くの栗生神社の脇を行くと登山道がある。傾斜が急な場所も散見されるが所要時間は往復約2時間ほどであり。また山頂は景勝に富み、赤城山・袈裟丸山がよく見渡せる。

## 交通
- 路線バス沼田屋タクシー（本宿〜上田沢線）「栗生神社前」バス停下車。